# ISO 3166-2:AD
ISO 3166-2:AD — стандарт Міжнародної організації зі стандартизації, який визначає Геокод. Є частиною стандарту ISO 3166-2, що належать Андоррі. Він охоплює всі 7-м общин (паррокій) — адміністративних одиниць держави.

## Загальні відомості
Кожен геокод складається із двох частин: коду Alpha2 за стандартом ISO 3166-1 для Андорри — AD та додаткового двосимвольного коду, записаних через дефіс. Додатковий двосимвольний код утворений двозначним числом. Геокоди общин є підмножиною коду домену верхнього рівня — AD, присвоєного Андоррі відповідно до стандартів ISO 3166-1.

## Геокоди Андори першого рівня
Геокоди 7-ми общин адміністративно-територіального поділу Андорри.
| Геокод | Адміністративна одиниця | Статус |
| ------ | ----------------------- | ------ |
| AD-07  | Андорра-ла-Велья        | община |
| AD-03  | Енкамп                  | община |
| AD-08  | Ескальдес-Енгордань     | община |
| AD-02  | Канільо                 | община |
| AD-04  | Ла-Массана              | община |
| AD-05  | Ордіно                  | община |
| AD-06  | Сант-Жулія-де-Лорія     | община |

## Геокоди прикордонних для Андорри держав
- Франція — ISO 3166-2:FR (на півночі),
- Іспанія — ISO 3166-2:ES (на півдні).